# Cláudio Fonseca
Cláudio dos Santos Fonseca (Lisbona, 22 gennaio 1989) è un cestista portoghese.
Alto 206 cm, gioca come centro.

## Carriera
Con il Portogallo ha disputato i Campionati europei del 2011.

## Palmarès
- Coppa di Portogallo: 3

Benfica: 2014, 2015
Sporting CP: 2021